# Pierre-Victor Malouët
Pour les articles homonymes, voir Malouet.
Pierre-Victor Malouët, né le 11 février 1740 à Riom et mort le 7 septembre 1814 à Paris 1er, est un planteur esclavagiste à Saint-Domingue et un homme politique français dont l'activité s'exerce pendant la période de la Révolution.
Il est, à l'Assemblée constituante, un des chefs du parti constitutionnel, puis le signataire du traité de Whitehall en 1793 entre les grands planteurs de sucre français et l'Angleterre.

## Biographie

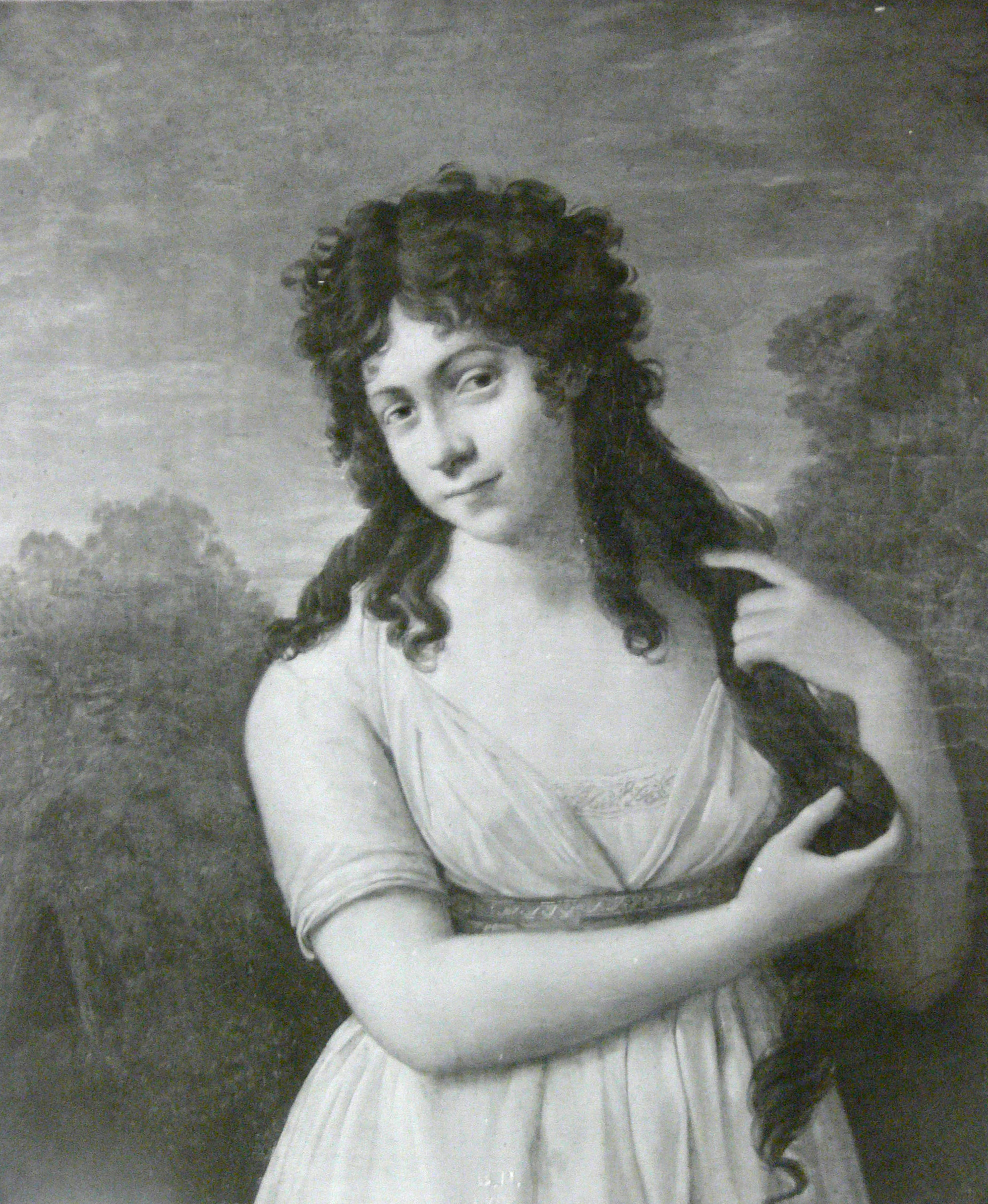
Henriette Picault, son épouse.

Pierre-Victor Malouët naît le 11 février 1740 à Riom, dans la province d'Auvergne, au no  2, rue de la Charité. Il est le « fils d'Antoine Malouet, bailli d'Olliergues et de Catherine Villevault dont le père était conseiller du roi et contrôleur des monnaies à Riom ». Après une scolarité exemplaire menée au sein des collèges oratoriens de Riom puis de Juilly en région parisienne, Malouët poursuit ses études à Paris où il devient diplômé en droit.
Après un rapide passage au service du comte de Merle, alors en ambassade au Portugal, il est nommé intendant de la Marine à Rochefort en 1763, poste où il apprend très rapidement à utiliser ses relations à bon escient, parfois avec opportunisme, pour obtenir de l'avancement. Et où il constate la complexité de la gestion d'un port, il a dû prendre un accord avec Ruis-Embito « homme d'esprit, très original » pour faire son travail d'inspection. En octobre 1763, il est nommé inspecteur des magasins des colonies, poste qu'il partage entre Rochefort et Bordeaux jusqu'en avril 1767.
En mars de la même année, il est envoyé à Saint-Domingue en qualité de sous-commissaire de la Marine. Il y épouse en avril 1768 Marie-Louise Béhotte (1747-1783), sœur de Jeanne-Louise-Aimée Behotte qui convolera en 1770 avec Charles-Antoine Chabanon de Maugris. Il se trouve à la tête des plantations de canne à sucre et de café appartenant à son épouse, sises à Maribaroux, faisant partie des plus riches de la partie du Nord, et lui permettant d'amasser une fortune confortable. Il se lie d'amitié avec des personnages influents : le procureur général Legras, l'intendant Bongars et l'armateur négrier havrais Stanislas Foäche.
C'est avec l'aide de Bongars que Malouët devient en 1769 ordonnateur par intérim au Cap français puis commissaire de la Marine. De retour en France en 1774, il fait valoir l'expérience acquise à Saint-Domingue et devient membre du comité de législation des colonies à Versailles. En 1775-1780, il est également secrétaire du cabinet de Madame Adélaïde. Après une suite d'événements rocambolesques[Lesquels ?] durant lesquels il manque de ruiner sa carrière, il est nommé ordonnateur en Guyane de 1776 à 1778.
Il est ensuite durement affecté par le décès de ses proches: ses deux filles en 1779 et son beau-frère, Chabanon en 1780. Il s'éloigne du milieu ministériel et songe un temps à se retirer définitivement de la vie publique en s'installant à la campagne. Malgré tout, il trouve du réconfort dans le travail et reprend du service. Il est nommé commissaire du roi pour la vente de l'arsenal de Marseille en 1780, et devient intendant de la Marine et ordonnateur à Toulon de 1781 à 1789. En 1781 il est élu membre de l'Académie de Marseille.
En 1789 il est élu, avec l’appui de Necker, député du tiers-état du bailliage de Riom aux États généraux. Il est l'un des principaux rédacteurs des cahiers de doléances, et intègre l'Assemblée nationale où il devient l'un des chefs les plus en vue du parti constitutionnel. Il est à cette époque un tenant du monarchienisme qui tente de concilier une monarchie puissante et les acquis de 1789, avec Stanislas de Clermont-Tonnerre entres autres. Il est considéré comme l'un des rédacteurs des Actes des Apôtres, dirigé par Jean-Gabriel Peltier. L'insurrection du 10 août 1792 le contraint à la fuite. Le 2 septembre, il parvient à quitter Paris et s'exile en Angleterre où il rejoint les proscrits.
Veuf depuis 1783, il fréquente Henriette Picault (Saint-Domingue 1769-1838) qui épousera en 1789 le vicomte de Belloy de Morangle. Il vit très mal cet exil qui lui coûte sa fortune et affecte passablement son moral et sa santé. Très affecté par l'arrestation de Louis XVI, il demande en vain à la Convention le droit de défendre le roi. Il est rejoint par d'autres planteurs en exil et négocie le 25 février 1793 le traité de Whitehall avec Sir Henry Dundas, par lequel il livre Saint-Domingue aux Anglais pour lui éviter de passer sous la coupe de la République et de la Convention.
Le coup d'État du 18 Brumaire (9 novembre 1799) lui permet de revenir en France et de renouer avec le ministère de la Marine. Après la paix d'Amiens, il est nommé le 25 février 1803 commissaire général de la Marine puis devient préfet maritime à Anvers, avec pour mission de développer ce port destiné à faire pression sur la marine britannique croisant dans la Manche. Son union avec Mme de Belloy est célébrée le 8 mars 1808, en présence d'un parterre de dignitaires et de proche de l'Empereur, dont Napoléon lui-même.
En janvier 1810, Malouët est fait baron puis maître des requêtes, ce qui lui permet d'intégrer le Conseil d'État en février. En 1812, il est mis à la retraite par l'empereur. En réalité, il tombe en disgrâce à la suite des réserves qu'il émet lors d'une séance du Conseil d'État à propos du bien fondé de la campagne de Russie. À nouveau contraint à l'exil, il se retire en Touraine. Le retour des Bourbons lui permet de devenir ministre de la Marine de Louis XVIII le 13 mai 1814, point d'orgue d'une carrière et d'une ascension sociale toutes deux patiemment et méthodiquement construites. Il meurt le 7 septembre de la même année, ruiné. Ses funérailles sont prises en charge par le roi.
Pierre-Victor Malouët laissera une Collection de mémoires sur les colonies qu'il publie en 1801, ainsi que ses mémoires, écrits en 1808 mais qui, par sa volonté testamentaire, ne devaient être publiées que vingt ans après sa mort. Elles l'ont été pour la première fois en 1868 : Mémoires de Malouët, Paris, E. Plon, 1868.
Son fils, Louis Antoine Victor Malouët (1780-1842) deviendra préfet sous le Premier Empire et poursuivra sa carrière préfectorale sous la Restauration.
En 1826, dans le cadre de l'indemnisation par la république d'Haïti des anciens propriétaires français d'esclaves, ses héritiers (son fils Louis-Antoine-Victor et ses petits enfants Louise-Victoire, Louis-Victor et Louis-Charles-Dominique) touchent la somme de 291 848 Francs or en dédommagement de la perte de leurs plantations et esclaves causée par la Révolution haïtienne.

## Hommage
Le genre de plantes Malouetia lui est dédié.

## Publications
- Collection des mémoires et correspondances officielles sur l'administration des colonies, et notamment sur la Guiane française et hollandaise, Paris, Baudouin, Imprimeur de l’Institut national des Sciences et des Arts, rue de Grenelle, F. S. Germain , no 1131, 1801, 5 vol. - Tome I Livre en ligne - Tome II Livre en ligne - Tome III Livre en ligne - Tome IV Livre en ligne - Tome V Livre en ligne
- Motion de M. Malouët, contre les libellistes, proposée dans la séance du 18 juin. - [S.l.] : [s.n.], [s.d. (ca 1790)]
- Mémoires de Malouët, Paris, E. Plon, 1868, 2 volumes - Tome I  Livre en ligne - Tome II  Livre en ligne.
- Opinion de M. Malouët, sur la dénonciation des adresses des citoyens de Nîmes et d'Uzès. - [S.l.] : [s.n.], [s.d. (ca 1790)]
- Rapport fait à l'Assemblée nationale dans la séance du 12 juin, au nom des Comités des finances, et de la marine, sur les dépenses extraordinaires qu'occasionne l'armement ordonné par le Roi. Par M. Malouët, commissaire des deux comités. Imprimé par ordre de l'Assemblée nationale. - A Paris : [s.n.], [s.d. (1790)]
- Mémoire sur l'esclavage des nègres : dans lequel on discute les motifs proposés pour leur affranchissement, ceux qui s'y opposent, & les moyens praticables pour améliorer leur sort, Neufchatel : [s.n.]. 1788.Livre en ligne.

## Sources
- Papiers personnels de Pierre-Victor, baron de Malouët sont conservés aux Archives nationales sous la cote 372AP.
- Pierre Victor Malouët, Collection des mémoires et correspondances officielles sur l'administration des colonies, et notamment sur la Guiane française et hollandaise, Paris, Baudouin, Imprimeur de l’Institut national des Sciences et des Arts, rue de Grenelle, F. S. Germain , no 1131, 1801, 5 volumes
- Pierre Victor Malouët, Mémoires de Malouët, Paris, E. Plon, 1868, 2 vol.
- Archives nationales, base Léonore, LH/1711/40, dossier de Légion d'honneur de Pierre Victor Malouët (sans extrait de baptême, mais avec une reconstitution de sa carrière). En ligne.